# دانيال هرنانديز موريلو
دانيال هيرنانديز موريو (بالإسبانية: Daniel Hernández Morillo)‏ (1 أغسطس 1856 - 23 أكتوبر 1932) رساما بيروني من جمهورية البيرو ولد في منطقة سالاكابامبا وتوفي في عاصمة جمهورية البيرو ليما كان يستخدم الأسلوب الأكاديمي في الرسم قضى معظم حياته العملية في مدينة باريس في منطقة سالاكابامبا. كما شغل منصب أول مدير للايسكويلا ناسيونال دي بيلاس ارتيس.

## من أعماله

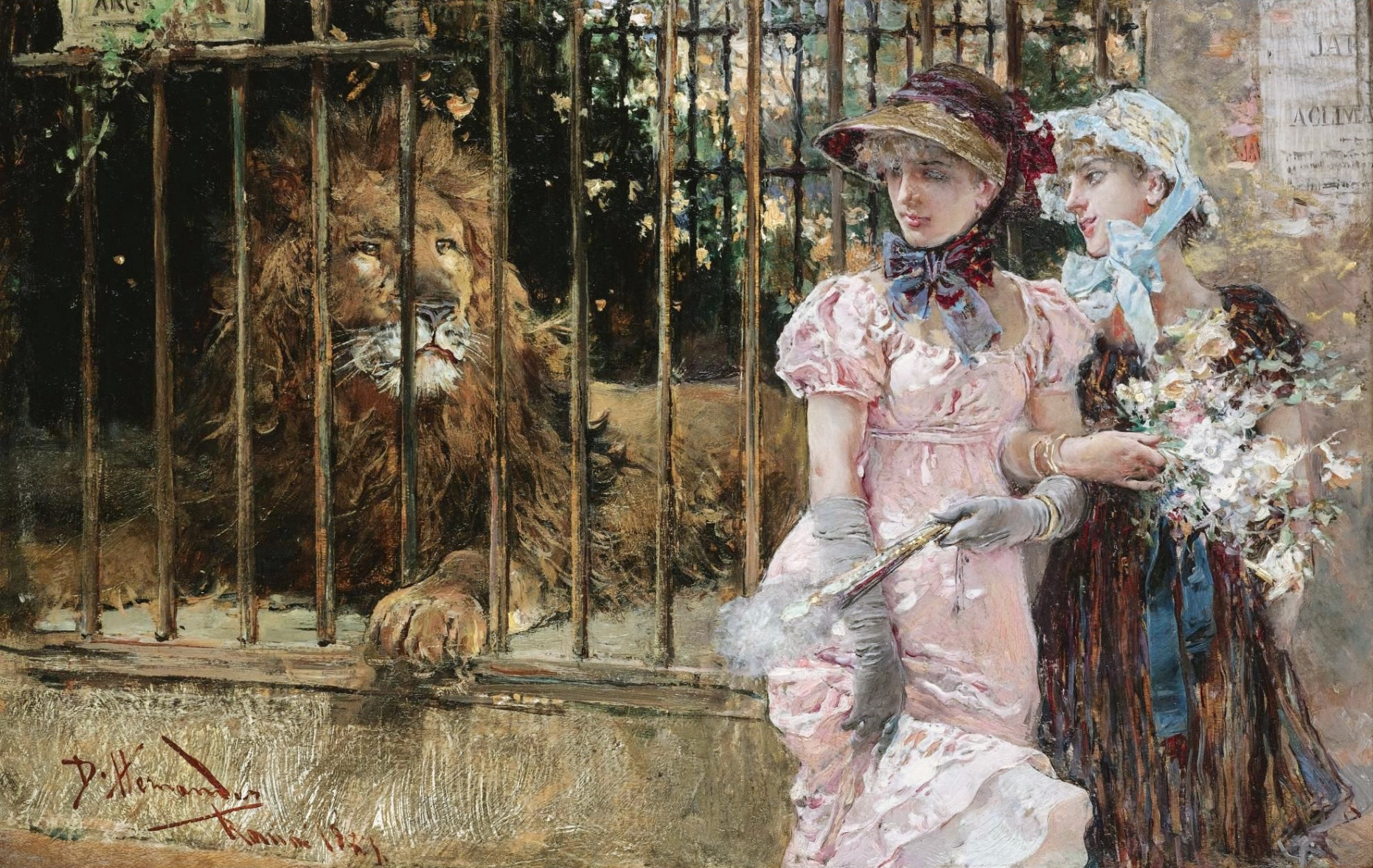
فتيات في حديقة الحيوانات
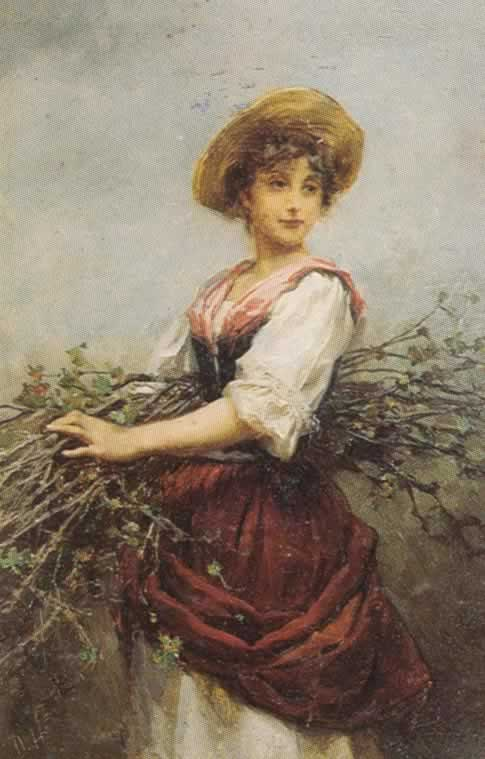
إمرأه تحمل الحطب
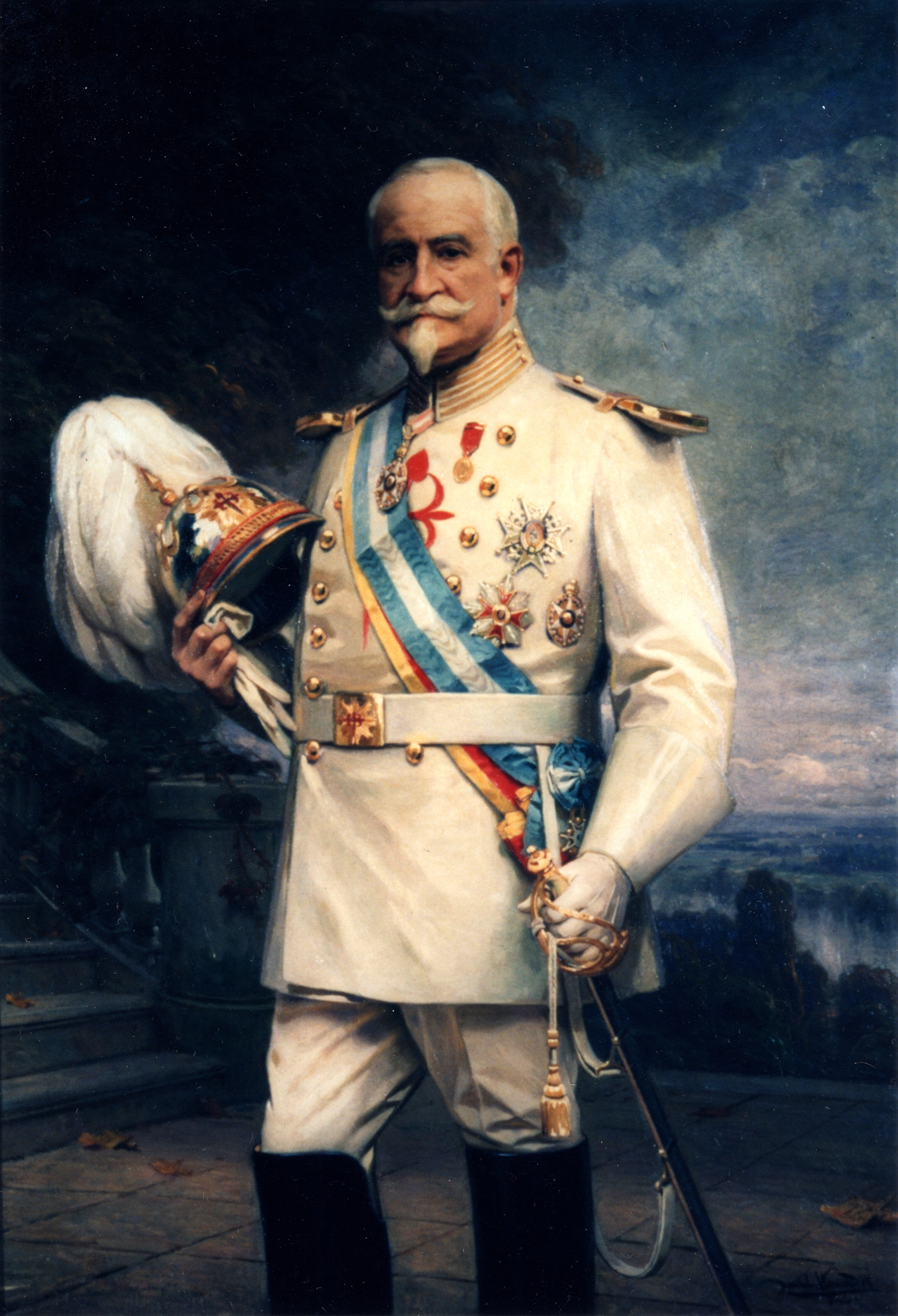
خوان ماريانو دي Goyeneche ذ غاميو (1834-1924)، بيرو جندي ودبلوماسي.
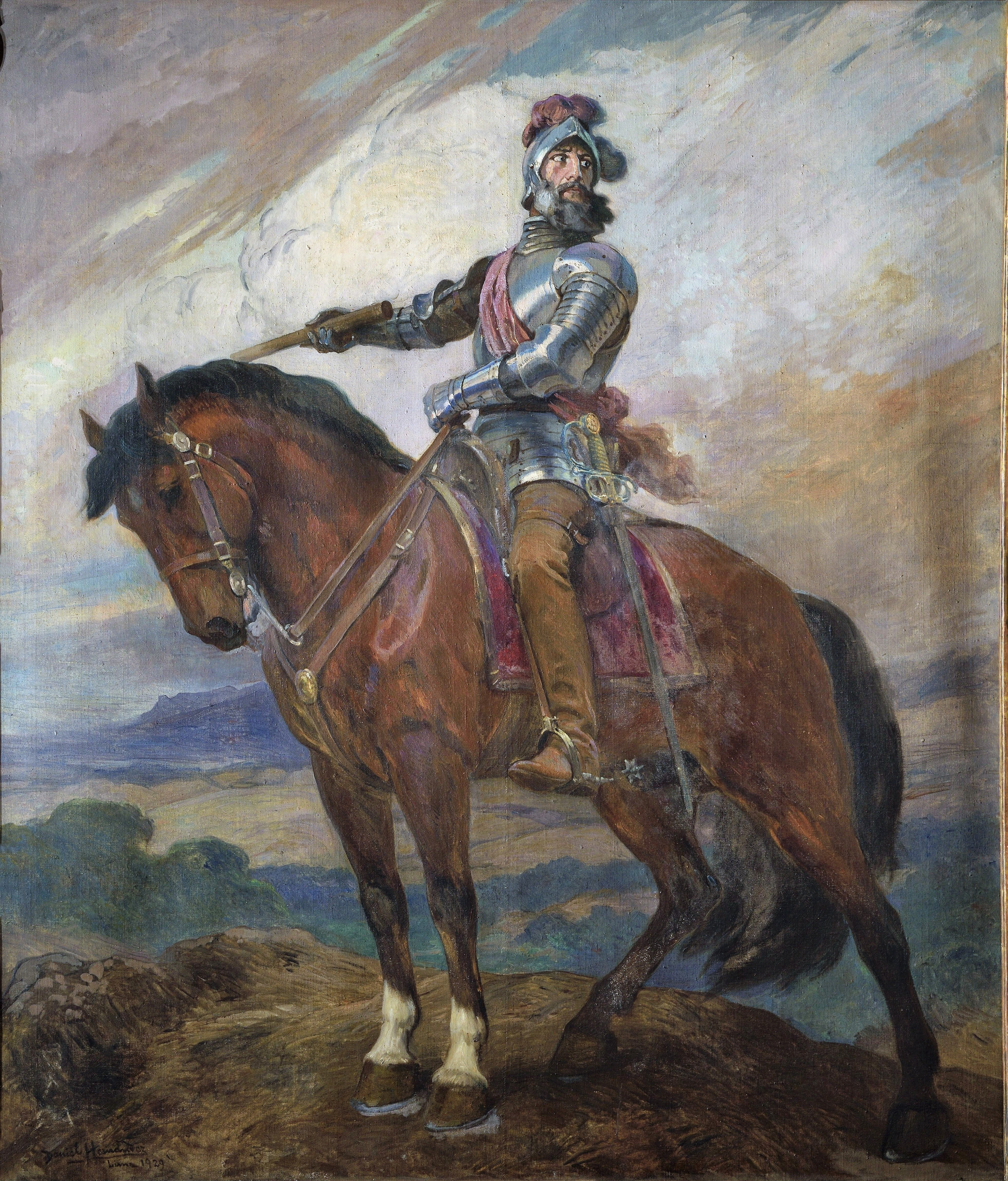
فرانسيسكو بيزارو
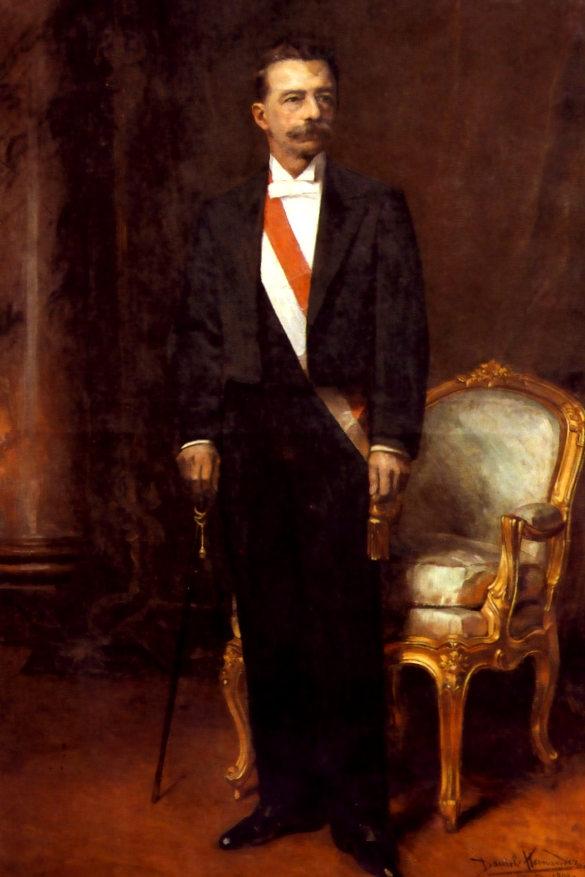
إدواردو لوبيز دي رومانا